# I Fantastici Quattro (serie animata 1967)
I Fantastici Quattro (The Fantastic Four) è una serie televisiva d'animazione prodotta dalla Hanna-Barbera Productions e basata sull'omonimo gruppo di supereroi della Marvel Comics. La serie, il cui character design fu curato da Alex Toth, andò in onda originariamente il sabato mattina sulla ABC dal 9 settembre 1967 al 21 settembre 1968 in 19 episodi.

## Personaggi e doppiatori
| Personaggio                      | Doppiatore originale | Doppiatore italiano                            |
| -------------------------------- | -------------------- | ---------------------------------------------- |
| Reed Richards / Mister Fantastic | Gerald Mohr          | Antonio Guidi (ep. 2, 12) Mimmo Palmara        |
| Susan Storm / Ragazza Invisibile | Jo Ann Pflug         | Vicky Morandi Eva Ricca                        |
| Ben Grimm / Cosa                 | Paul Frees           | Mario Bardella (ep. 2, 12) Gino Donato         |
| Johnny Storm / Torcia Umana      | Jack DeLeon          | Claudio Capone (ep. 2, 12) Natalino Libralesso |

## Produzione

I protagonisti nella sigla iniziale

L'impulso per la serie nacque quando l'agente della Hanna-Barbera, Sy Fischer, notò suo figlio che leggeva un fumetto dei Fantastici Quattro. Fischer gli chiese se gli sarebbe piaciuto vederlo trasformato in un cartone del sabato mattina. Dopo aver confermato l'interesse del figlio, Fischer propose l'idea a Joseph Barbera, che lesse il fumetto a sua volta e concordò sul fatto che avrebbe funzionato bene come cartone animato. I due contattarono subito Stan Lee per discutere del loro interesse. Dopo aver acquisito i diritti, Barbera e Fischer proposero con successo la serie alla ABC per la stagione televisiva del 1967.

## Episodi
| nº | Titolo originale                | Titolo italiano                   | Prima TV USA      | Prima TV Italia   |
| -- | ------------------------------- | --------------------------------- | ----------------- | ----------------- |
| 1  | Menace of the Mole Men          |                                   | 9 settembre 1967  |                   |
| 2  | Diablo                          | Incontro con Diablo               | 16 settembre 1967 | 1973              |
| 3  | The Way It All Began            | Cominciò tutto così...            | 23 settembre 1967 | 15 marzo 1977     |
| 4  | Invasion of the Super Skrulls   | L'invasione dei Super-Skrulls     | 30 settembre 1967 | 15 febbraio 1979  |
| 5  | Klaws                           |                                   | 7 ottobre 1967    |                   |
| 5  | The Red Ghost                   |                                   | 7 ottobre 1967    |                   |
| 6  | Prisoners of Planet X           |                                   | 14 ottobre 1967   |                   |
| 7  | It Started on Yancy Street      | Tutto cominciò in Yancy Street    | 21 ottobre 1967   | 14 settembre 1978 |
| 8  | Three Predictions of Dr. Doom   | Le tre predizioni del Dr. Destino | 28 ottobre 1967   | 27 luglio 1978    |
| 9  | Behold a Distant Star           |                                   | 4 novembre 1967   |                   |
| 10 | Demon in the Deep               |                                   | 11 novembre 1967  |                   |
| 11 | Danger in the Depths            | Pericolo negli abissi             | 18 novembre 1967  | 25 maggio 1978    |
| 12 | Return of the Moleman           | Il ritorno dell'Uomo Talpa        | 25 novembre 1967  | 1973              |
| 13 | Rama-Tut                        |                                   | 9 dicembre 1967   |                   |
| 14 | Galactus                        |                                   | 16 dicembre 1967  |                   |
| 15 | The Micro World of Dr. Doom     | Il microcosmo del Dr. Doom        | 30 dicembre 1967  | [ 11 ]            |
| 16 | Blastaar, the Living Bomb-Burst | Blastar la bomba vivente          | 6 gennaio 1968    | 16 giugno 1977    |
| 17 | The Mysterious Molecule Man     | Il misterioso Uomo Molecola       | 13 gennaio 1968   | 24 marzo 1981     |
| 18 | The Terrible Tribunal           |                                   | 14 settembre 1968 |                   |
| 19 | The Deadly Director             | Il regista della morte            | 21 settembre 1968 | 2 marzo 1979      |

## Edizione italiana
Gli episodi Incontro con Diablo e Il ritorno dell'Uomo Talpa furono trasmessi nei primi due mesi del 1973 sul Programma Nazionale all'interno del programma Gli eroi di cartone; il doppiaggio fu eseguito dalla C.I.D. Altri sette episodi furono trasmessi in ordine sparso dal 15 marzo 1977 al 2 marzo 1979 (insieme alle repliche dei precedenti) all'interno del programma SuperGulp!, in alcuni casi con dei brevi tagli per motivi di palinsesto. Gli episodi Il microcosmo del Dr. Doom e Il misterioso Uomo Molecola furono invece inseriti nel film di montaggio I supereroi di Supergulp! (1979), e il secondo fu poi trasmesso all'interno di Buonasera con... Supergulp! il 24 marzo 1981 col titolo L'Uomo Molecola. Il doppiaggio di questi episodi fu eseguito dalla Sinc Cinematografica e diretto da Vinicio Marinucci con un cast diverso da quello del 1973, mentre i dialoghi sono opera di Sergio Trinchero e Guido De Maria. Gli altri otto episodi restarono inediti.